# Huawei P9
El Huawei P9 es un teléfono inteligente de alta gama con sistema operativo móvil Android producido por el fabricante chino Huawei. Fue presentado en abril de 2016.

## Características
Es el sucesor del Huawei P8 y guarda casi el mismo diseño, pero tiene además una cámara trasera de doble objetivo (color + monocromo) y una cámara frontal de una lente, co-concebidos con Leica. Tiene también sensor de proximidad, al igual que un sensor de huellas dactilares.
Tiene dos versiones disponibles. La primera, dispone de 32gb de memoria interna, y de 3gb de Ram. La segunda, algo más potente y capaz, goza de 4gb de Ram y de 64gb de memoria interna. Las dos versiones son ampliables, ya que aceptan una tarjeta microSD de expansión, en la que es posible guardar aplicaciones y archivos.

## Galería

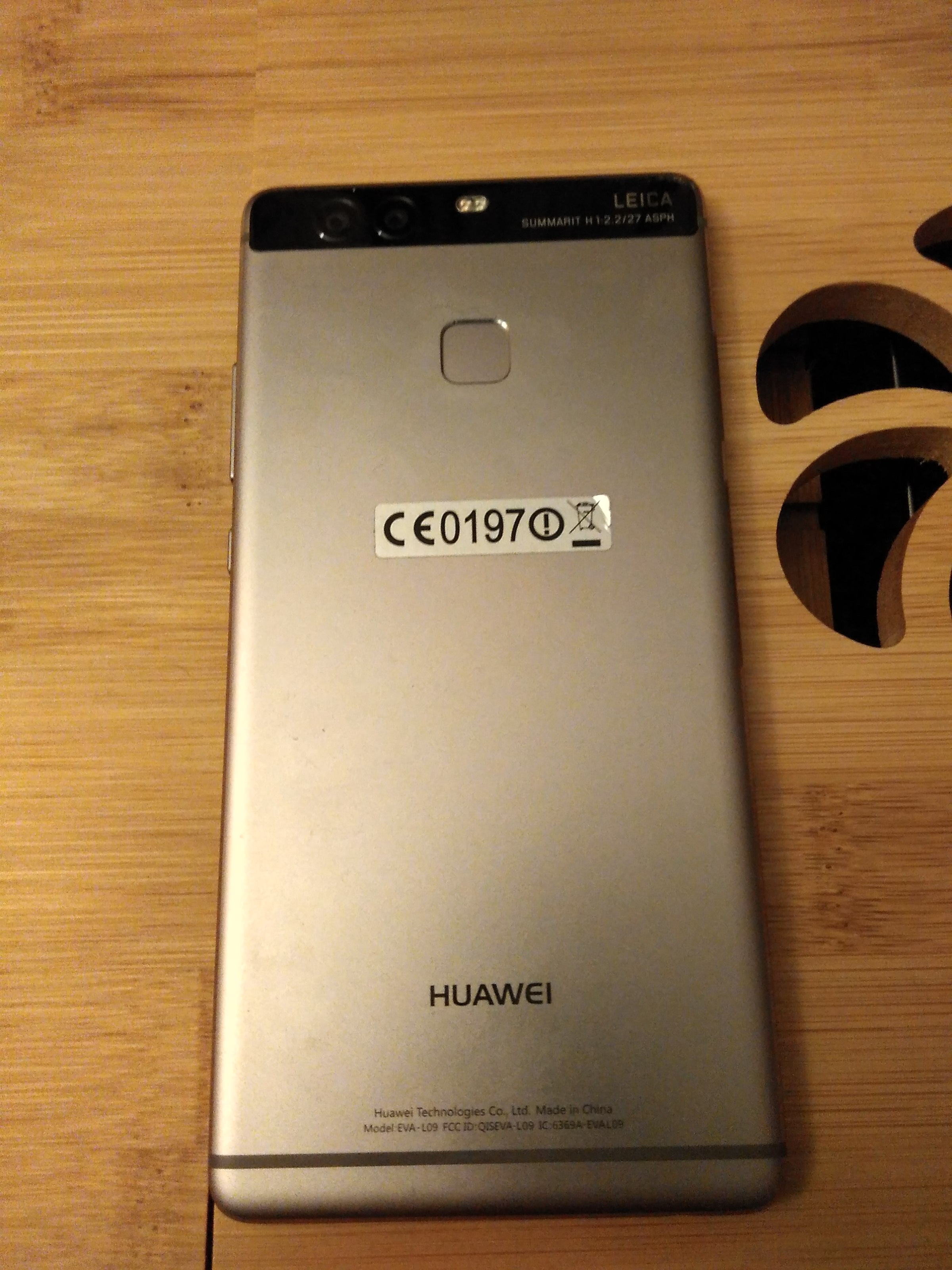
Huawei P9 - trasero

## Recepción

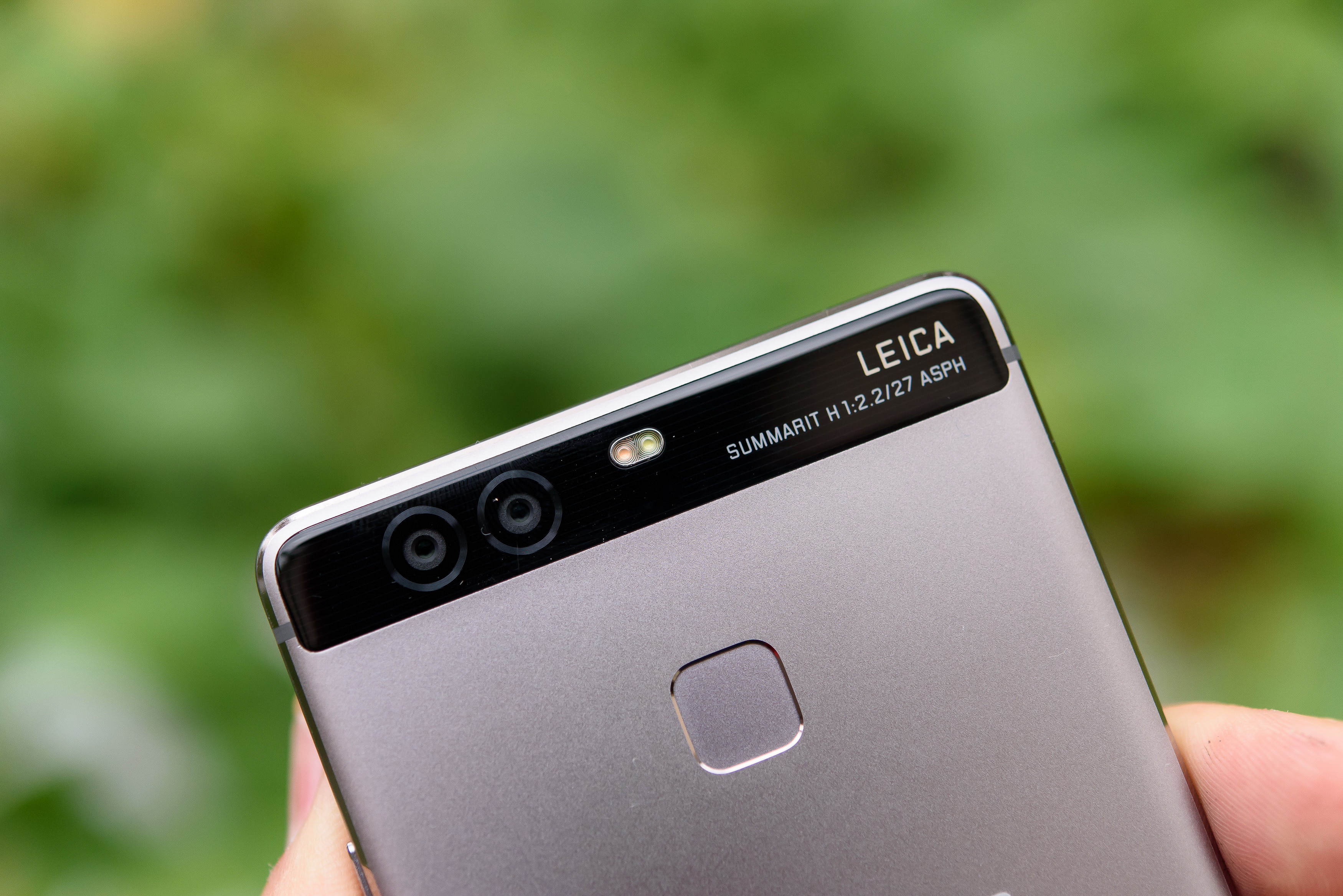
Cámaras de un Huawei P9.

Ciertos medios de comunicación han criticado el hecho que el dispositivo sería una copia de la concepción de la iPhone 6, en relación con la utilización de los tornillos pentalobes.